# 尋物遊戲

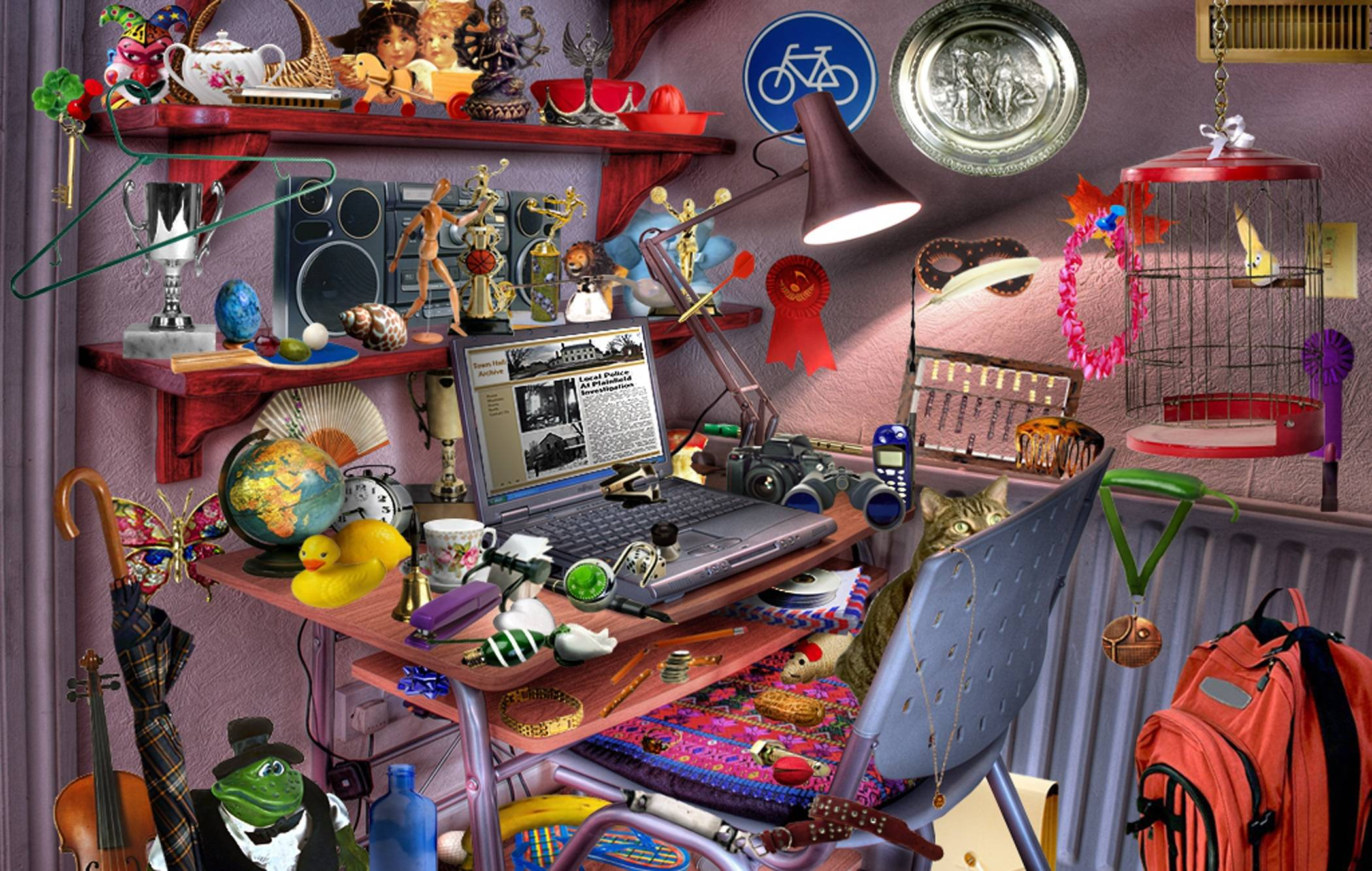
尋物遊戲畫面

尋物遊戲（英語：hidden object game），又稱為隱藏物品謎題冒險（英語：hidden object puzzle adventure，) ，是一種益智游戏類型，玩家必須從場景中找到隱藏在列表中的物品。尋物遊戲是休闲游戏的趨勢。常見主題包括偵探犯罪、冒險、歌德式浪漫和神秘故事。

## 定義
在尋物遊戲中，玩家必須從各個場景尋找並收集列表上的物品。尋物謎題提供了各種物品和線索来幫助玩家完成遊戲。
尋物遊戲通常有以下特色：
- 勇敢、熱愛冒險的女主角
- 需要拯救的人物，跟主角有關聯
- 超自然元素和浪漫恐怖的神祕主題
- 手繪2D藝術視覺，可用性能不佳的個人電腦遊玩[4]

## 歷史
尋物遊戲源於印刷出版品，如《我是間諜》圖書或《兒童亮點》的常駐單元，讀者可以在雜亂的插圖或照片中找出隐藏物品。早期的尋物遊戲是1991年推出的CD-i版《鵝媽媽：隱藏圖片》。其他早期遊戲還有改编自學樂出版1997年以來推出的《我是間諜》系列叢書的電子遊戲。
2005年，大鱼游戏推出了《神秘事件簿：亨茲維爾》，這款遊戲是2000年代中期随着休闲游戏興起而推出的。 《神秘事件簿：亨茲維爾》在遊玩機制和敘事方面建立了許多原則，影響了之後的尋物遊戲。
最近在独立游戏中，新的嘗試改變了尋物遊戲的慣例。例如，《隱藏的人》比較像是一款搜尋遊戲，必須從畫面中數百位相似人物中找到目標，類似《威利在哪裡》。

## 流行
《神秘事件簿：亨茲維爾》打破了休閒遊戲的銷售紀錄。2007年底，该系列的第三代《神秘事件簿：拉文赫斯》成為PC平台第三暢銷的遊戲，促進遊戲公司拓展尋物遊戲的敘事。
2021年，大魚遊戲的玩家中有85%是女性，其中76%年齡為55歲以上。